# Sasseville
Sasseville é uma comuna francesa na região administrativa da Normandia, no departamento de Sena Marítimo. Estende-se por uma área de 6,25 km². Em 2010 a comuna tinha 284 habitantes (densidade: 45,4 hab./km²).